# Alloperla
Alloperla är ett släkte av bäcksländor. Alloperla ingår i familjen blekbäcksländor.

## Bildgalleri

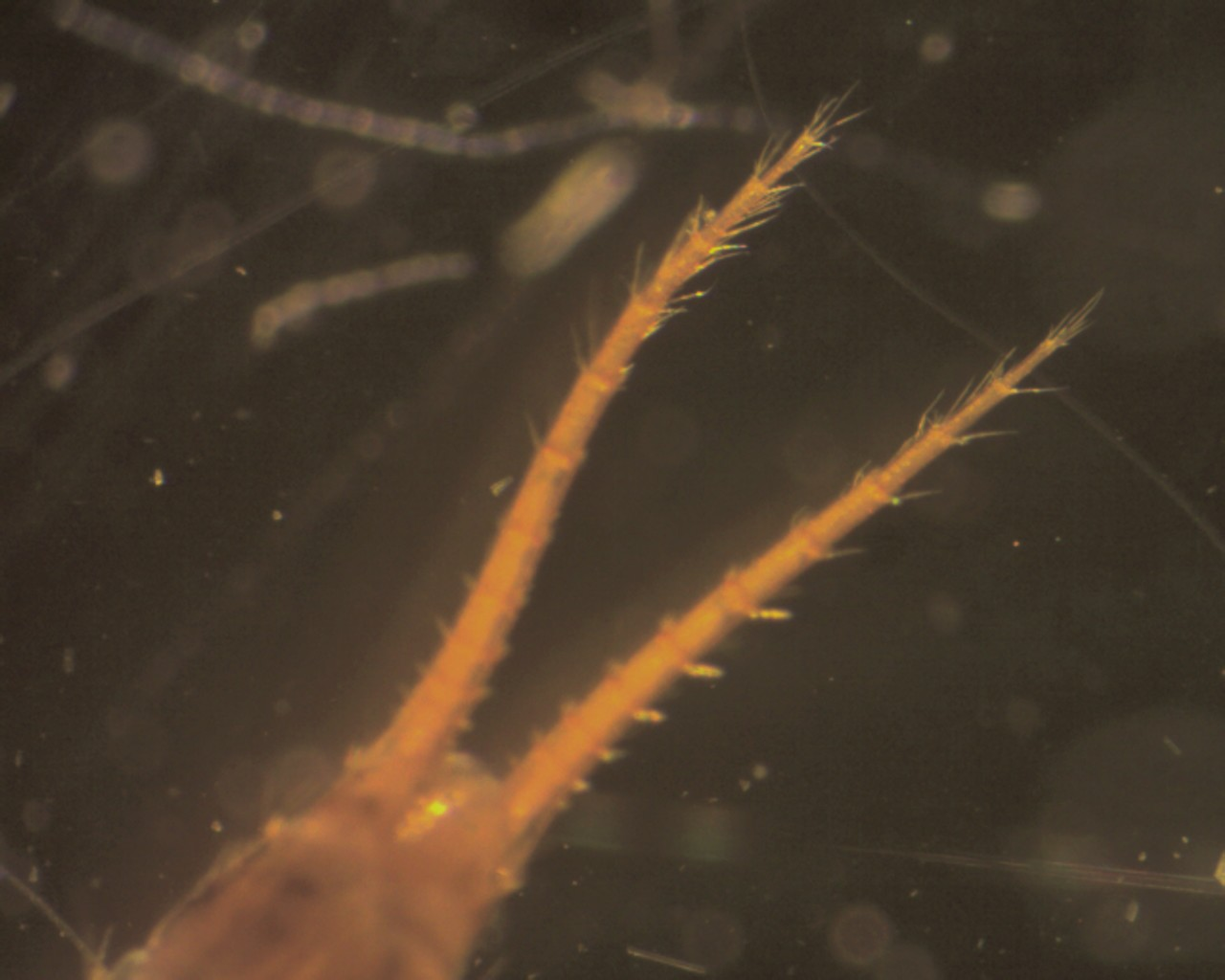

## Dottertaxa tillAlloperla, i alfabetisk ordning[1]
- Alloperla acadiana
- Alloperla acietata
- Alloperla aracoma
- Alloperla atlantica
- Alloperla banksi
- Alloperla biserrata
- Alloperla caddo
- Alloperla caudata
- Alloperla chandleri
- Alloperla chloris
- Alloperla concolor
- Alloperla delicata
- Alloperla deminuta
- Alloperla elevata
- Alloperla erectospina
- Alloperla fraterna
- Alloperla furcula
- Alloperla hamata
- Alloperla idei
- Alloperla imbecilla
- Alloperla ishikariana
- Alloperla joosti
- Alloperla kurentzovi
- Alloperla kurilensis
- Alloperla lenati
- Alloperla leonarda
- Alloperla mediata
- Alloperla medveda
- Alloperla nanina
- Alloperla natchez
- Alloperla neglecta
- Alloperla ouachita
- Alloperla pagmaensis
- Alloperla petasata
- Alloperla picta
- Alloperla pilosa
- Alloperla prognoides
- Alloperla roberti
- Alloperla rostellata
- Alloperla sapporensis
- Alloperla serrata
- Alloperla severa.
- Alloperla stipitata
- Alloperla thalia
- Alloperla thompsoni
- Alloperla tiunovae
- Alloperla trapezia
- Alloperla usa
- Alloperla voinae
- Alloperla vostoki